# Боян Шоптраянов
Боян Тодоров Шоптраянов (на македонска литературна норма: Бојан Тодоров Шоптрајанов) е химик от Северна Македония, академик на Македонската академия на науките и изкуствата от 1996 година.

## Биография
Роден е на 26 януари 1937 година в град Чачак, Кралство Югославия, в семейството на велешанина Тодор Шоптраянов. Автор е на около 202 научни трудове, които са печатани главно в международни списания и на 15 учебници и учебни помагала за средно образование.
Шоптраянов от 1996 година е редовен член на МАНИ, а в 2007 става един от нейните подпредседатели като е сред най-сериозните кандидати за неин председател.
Носител е на голям брой награди и отличия, между които Златна плакета и признание (1986) от движението „Наука на младите“ на Югославия; „Томазиусов медал“ (1987) от Университета в Хале (Германия), Повелба на Университета „Св. Кирил и Методий“ (2003), награда „11 октомври“ (2005) и много други.